# Olympische Sommerspiele 2024/Rugby/Qualifikation
Für die olympischen Rugbyturniere 2024 werden pro Geschlecht zwölf Quotenplätze vergeben.
Jeweils ein Platz steht der französischen Delegation als Gastgeber zu. Vier Plätze werden bei den World Rugby Sevens Series an die Bestplatzierten vergeben. Sechs weitere Plätze werden in den jeweiligen Kontinentalmeisterschaften ausgespielt, bei denen bereits qualifizierte Teams nicht teilnehmen dürfen. Der verbleibende zwölfte Quotenplatz kann über ein internationales Qualifikationsturnier erlangt werden, bei dem pro Kontinent zwei nachplatzierte Teams aus den jeweiligen Kontinentalmeisterschaften antreten.

## Übersicht
| Nation             | Männer | Frauen | Quotenplätze |
| ------------------ | ------ | ------ | ------------ |
| Argentinien        | X      |        | 1            |
| Australien         | X      | X      | 2            |
| Brasilien          |        | X      | 1            |
| China              |        | X      | 1            |
| Fidschi            | X      | X      | 2            |
| Frankreich         | X      | X      | 2            |
| Großbritannien     |        | X      | 1            |
| Irland             | X      | X      | 2            |
| Japan              | X      | X      | 2            |
| Kanada             |        | X      | 1            |
| Kenia              | X      |        | 1            |
| Neuseeland         | X      | X      | 2            |
| Samoa              | X      |        | 1            |
| Südafrika          | X      | X      | 2            |
| Uruguay            | X      |        | 1            |
| Vereinigte Staaten | X      | X      | 2            |
| Gesamt: 16 NOKs    | 12     | 12     | 24           |

## Männer

### Übersicht
| Qualifikationswettbewerb                         | Datum                           | Ort               | Plätze | Qualifizierte Teams |
| ------------------------------------------------ | ------------------------------- | ----------------- | ------ | ------------------- |
| Gastgeber                                        |                                 |                   | 1      | Frankreich          |
| World Rugby Sevens Series 2022/23                | 4. November 2022 – 21. Mai 2023 | verschiedene Orte | 4      | Neuseeland          |
| World Rugby Sevens Series 2022/23                | 4. November 2022 – 21. Mai 2023 | verschiedene Orte | 4      | Argentinien         |
| World Rugby Sevens Series 2022/23                | 4. November 2022 – 21. Mai 2023 | verschiedene Orte | 4      | Fidschi             |
| World Rugby Sevens Series 2022/23                | 4. November 2022 – 21. Mai 2023 | verschiedene Orte | 4      | Australien          |
| Südamerikanisches Qualifikationsturnier          | 17.–18. Juni 2023               | Montevideo        | 1      | Uruguay             |
| 7er-Rugby bei den Europaspielen 2023             | 21. Juni – 2. Juli 2023         | Krakau            | 1      | Irland              |
| 7er-Rugby-Nord-/Zentralamerikameisterschaft 2023 | 19.–20. August 2023             | Langford          | 1      | Vereinigte Staaten  |
| 7er-Rugby-Afrikameisterschaft 2023               | 16.–17. September 2023          | Harare            | 1      | Kenia               |
| Asiatisches Qualifikationsturnier                | 18.–19. November 2023           | Osaka             | 1      | Japan               |
| 7er-Rugby-Ozeanienmeisterschaft 2023             | 10.–12. November 2023           | Brisbane          | 1      | Samoa               |
| Olympisches Qualifikationsturnier                | 21.–23. Juni 2024               | Monaco            | 1      | Südafrika           |
| Gesamt                                           | Gesamt                          | Gesamt            | 12     | 12                  |

### World Rugby Sevens Series 2022/23
Die World Rugby Sevens Series fand 2022/23 an unterschiedlichen Orten auf der ganzen Welt statt. Die vier bestplatzierten Mannschaften qualifizierten sich direkt für das olympische Turnier.

### Asiatisches Qualifikationsturnier
Bei einem Turnier vom 18. bis 19. November 2023 wird ein Quotenplatz für die Olympischen Spiele an den Sieger vergeben. Der Austragungsort steht noch nicht fest.

### Europaspiele 2023
Der europäische Qualifikant wurde während der Europaspiele 2023 in Krakau bestimmt. Frankreich war bereits qualifiziert und nahm nicht teil. Teilnehmer waren:
- Belgien
- Deutschland
- Georgien
- Irland
- Italien
- Litauen
- Polen
- Portugal
- Rumänien
- Spanien
- Tschechien
- Großbritannien

## Frauen

### Übersicht
| Qualifikationswettbewerb                           | Datum                           | Ort               | Plätze | Qualifizierte Teams |
| -------------------------------------------------- | ------------------------------- | ----------------- | ------ | ------------------- |
| Gastgeber                                          | —                               | —                 | 1      | Frankreich          |
| World Rugby Sevens Series 2022/23                  | 4. November 2022 – 14. Mai 2023 | verschiedene Orte | 4      | Neuseeland          |
| World Rugby Sevens Series 2022/23                  | 4. November 2022 – 14. Mai 2023 | verschiedene Orte | 4      | Australien          |
| World Rugby Sevens Series 2022/23                  | 4. November 2022 – 14. Mai 2023 | verschiedene Orte | 4      | Vereinigte Staaten  |
| World Rugby Sevens Series 2022/23                  | 4. November 2022 – 14. Mai 2023 | verschiedene Orte | 4      | Irland              |
| Südamerikanisches Qualifikationsturnier            | 17.–18. Juni 2023               | Montevideo        | 1      | Brasilien           |
| 7er-Rugby bei den Europaspielen 2023               | 25.–27. Juni 2023               | Krakau            | 1      | Großbritannien      |
| 7er-Rugby-Nord- / Zentralamerikameisterschaft 2019 | 19.–20. August 2023             | Langford          | 1      | Kanada              |
| 7er-Rugby-Afrikameisterschaft 2023                 | 14.–15. Oktober 2023            | Harare            | 1      | Südafrika           |
| Asiatisches Qualifikationsturnier                  | 18.–19. November 2023           | Osaka             | 1      | Japan               |
| 7er-Rugby-Ozeanienmeisterschaft 2023               | 10.–12. November 2023           | Brisbane          | 1      | Fidschi             |
| Olympisches Qualifikationsturnier                  | 21.–23. Juni 2024               | Monaco            | 1      | China               |
| Gesamt                                             | Gesamt                          | Gesamt            | 12     | 12                  |

### World Rugby Sevens Series 2022/23
Die World Rugby Sevens Series der Damen fand an verschiedenen Orten weltweit statt. Die vier bestplatzierten Teams nahmen automatisch bei Olympia teil.

### Asiatisches Qualifikationsturnier
Bei einem Turnier vom 18. bis 19. November 2023 wird ein Quotenplatz für die Olympischen Spiele an den Sieger vergeben. Der Austragungsort steht noch nicht fest.

### Europaspiele 2023
Bei den Europaspiele 2023 in Krakau wurde ein europäischer Olympiateilnehmer bestimmt. Frankreich war als Gastgeber bereits qualifiziert und nahm nicht teil. Im Teilnehmerfeld befanden sich zwölf Nationen:
- Belgien
- Deutschland
- Irland
- Italien
- Polen
- Portugal
- Rumänien
- Spanien
- Schweden
- Tschechien
- Türkei
- Großbritannien